# Мала Вірменія
40°41′ пн. ш. 39°38′ сх. д. / 40.69° пн. ш. 39.63° сх. д.
Мала Вірменія чи лат. Armenia Inferior (вірм. Փոքր Հայք,  Αρμενία Μικρα) — область у верхів'ях річок Євфрат, Лікус та Галіс, межувала з Понтом на півночі, Великою Вірменією на сході (кордон проходив по Євфрату), Сирією та Кілікію на півдні (кордон по горах Тавр), Каппадокією на заході. У ранніх середньовічних європейських джерелах Малою Вірменією іноді помилково іменувалася Кілікія або Кілікійське царство, які насправді знаходилися на південь від Каппадокії.

## Історія
Мала Вірменія входила до складу перської держави Ахеменідів. При Олександрі Македонському вона увійшла до складу його імперії; по його смерті, з 322 до н. е. — самостійне Айрартське царство зі столицею в місті Ані (Камах, на річці Євфрат). Нею правила династія Єрвандідів.
У 200 році до Р. Х. Айрартська держава була знищена Антіохом III Селевкідом, який передав частину земель своєму небожеві Мітрідату I, який був сином Ксеркса Єрвандіда, царя Софени, та Антіохіди II, сестри Антіоха. Втім лише після поразки армії Селевкидів від римлян 190 року до н. е. під Магнесією, Мала Вірменія стала повністю незалежною. У 183 році до н. е. на деякий час визнала залежність від Фарнака I, царя Понту. Згодом вела невдалі війні проти Арташеса I, царя Великої Вірменії.

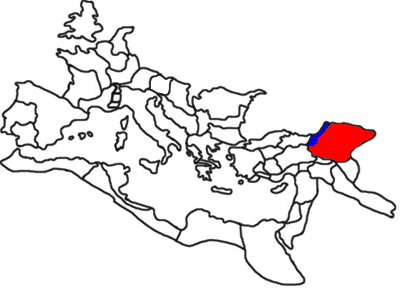
Римська провінція Мала Вірменія бл. 120 року.

Наприкінці II століття до н. е. Мала Вірменія згідно заповіду царя Антіпатра I перейшла у володіння понтійського царя Мітрідата VI Євпатора. Згідно з Страбоном — Мітрідат будує там 75 фортець.
Була ареною боротьби між римлянами на чолі із Луцієм Ліцинієм Лукуллом та царем Мітрідатом VI. Римський воєнначальник Гней Помпей Великий закладає у провінції важливе римське поселення колоністів — Нікополіс, сьогоднішню Коюльгішар у турецькі провінції Сівас.
У 1 столітті тут римляни облаштовують васальне царство та передають його Котісу IX, який походив із фракської царської родини. Йосип Флавій згадує його учасником зустрічі римських васальних царств у галілейські Тіберії, яка відбулася у 42/43 роках.
З 54 до 71/72 років провінцією керує Арістобул — правнук юдейського царя Ірода І Великого, та його дружина Саломія.
При імператорі Веспасіані, Мала Вірменія увійшла до складу римської провінції Каппадокія. 
Мала Вірменія в 114 року н. е. за правління римського імператора Траяна ввійшла до складу римської провінції Вірменія (англ. Roman Armenia), але незабаром була покинута римськими легіонами в 118 році н. е.
При Діоклетіані (кінець III століття н. е.) була виділена в самостійну провінцію. При Феодосії розділена на 2 провінції.

## Царі Малої Вірменії

### Єрвандіди
- Мітрідат I (бл. 200 — бл. 170 до н. е.)
- Антіох (бл. 170—133 до н. е.)
- Мітрідат II (133—129 до н. е.)
- Сісіс (д/н)
- Антіпатр I (д/н — бл. 107 до н. е.)

### Мітрідадіди
- Мітрідат III (бл. 107-66 до н. е.)

### Галатська династія
- Дейотар I (63-47 до н. е.)

### династія Аріобарзанидів
- Аріобарзан I (47-42 до н. е.)

- під управлінням Марка Антонія (42-34 до н. е.)

### династія Піфодоридів
- Полемон I (34-31 до н. е.)

### династія Атропатидів
- Артавазд I (31-20 до н. е.)

### династія Аріобарзанидів
- Архелай I (20 до н. е. — 17 н. е.)

- під управлінням римських імператорів (17-38)

### Сапейська династія
- Котіс (38-54)

### династія Іродіадів
- Арістобул I (54-71/72)